# Walasse Ting
Ting Walasse (en xinès: 丁雄泉; en pinyin: Dīng Xióngquán; Xangai, 13 d'octubre de 1929 - Nova York, 17 de maig de 2010) era un artista visual sino-americà i poeta. El seu colorit a les pintures han atret admiració crítica i un popular seguiment. Els seus temes comuns inclouen dones nues i animals com gats, ocells i d'altres.

## Biografia
Va néixer a Xangai l'any 1929. Va deixar la Xina el 1946 i va viure una temporada a Hong Kong, llavors resolt anar a París el any 1952. Allà, va tenir contacte amb artistes com Karel Appel, Asger Jorn, i Pierre Alechinsky, membres del grup d'avantguarda, COBRA.
L'any 1957, es va traslladar als Estats Units, i es va instal·lar a Nova York on el seu treball va estar influït pel pop art i l'expressionisme abstracte. Va començar principalment com un artista abstracte, però la major part del seu treball des de mitjan la dècada de 1970 ha estat descrit com figuratisme popular, amb àmplies àrees de la seva obra realitzades amb un pinzell xinès i pintura acrílica. Va viure a Amsterdam en la dècada de 1990, però es traslladava regularment entre allà i Nova York. 
És autor de tretze llibres, incloent All in my Head (Walasse Ting i Roland Topor, 1974) i One Cent Life (EW Kornfeld, 1964), una carpeta de 62 litografies originals de 28 artistes, entre ells Andy Warhol, Roy Lichtenstein, Tom Wesselmann, James Rosenquist, Asger Jorn, Pierre Alechinsky, Karel Appel, Kiki Kogelnik, Joan Mitchell i Sam Francis.
Va guanyar la beca Guggenheim Premi de Dibuix el 1970. 
Les seves obres es troben a les col·leccions permanents de museus en tot el món, incloent el Museu Guggenheim, Nova York, Museum of Modern Art, Nova York; Institut d'Art de Chicago; Tate Modern, Londres, Centre Pompidou, París i el Museu d'Art de Hong Kong, entre d'altres. 
De vegades es refereix a ell pel seu nom xinès "丁雄泉" o en les diferents romanitzacions: Ding Xiongquan o Ting Hsiung-Chuan. Va morir a Nova York el 17 de maig de 2010 a l'edat de 80 anys.